# Litle Hestholmen
Ne doit pas être confondu avec Litle Hestholmen (Bjørnafjorden).
Litle Hestholmen est une île norvégienne du comté de Hordaland appartenant administrativement à Bømlo.

## Description
Rocheuse et désertique, à fleur d'eau, elle s'étend sur environ 59 m de longueur pour une largeur approximative de 57 m. 